# محمد سعد إقبال
محمد سعد إقبال أو قاري سعد مدني هو باكستاني اُعتقل خارج نطاق القانون في معتقل غوانتانامو الأمريكي في كوبا. وكان رقم الاعتقال التسلسلي الخاص به 743. ولد في 17 أكتوبر 1977.
تم القبض عليه في جاكرتا بسبب سؤاله عن مكان وجود مسؤول أمريكي، وكان ذلك سببًا في اتهامه أنه ينوي اغتيال هذا المسؤول. أُطلق سراحه في عام 2008 بعد ست سنوات من الاعتقال وعاد إلى باكستان. وقالت حكومته أنه لا يواجه أي تهم جنائية.

## التقارير الصحفية
أطلق سراحه في 8 سبتمبر 2008. وقال مسؤولون باكستانيون أنه سيتم الإفراج عنه دون تهمة.
في 5 يناير 2009 نشرت  نيويورك تايمز مقالًا عن محمد سعد إقبال. وذكرت أنه يعاني من مشاكل صحية خطيرة أثناء وبعد عودته. وأنه كان قد نُقِلَ في أول أربعة أشهر من اعتقاله إلى مصر للاستجواب بوحشية، حيث كان محتجزًا في مكان «مثل القبر» حسب قوله، وكان يتم تعذيبه بالصدمات الكهربائية أثناء استجوابه.
ثم نقل لمدة عام إلى معسكرات الاعتقال في باغرام.
في 19 يناير 2009 ذكرت ديلي تايمز أن إقبال عقد مؤتمرًا صحفيًا في إسلام أباد طالب فيه بالتعويض عن المعاملة التي تلقاها.